# Pedro Martínez (baseballista)
Pedro Jaime Martínez (ur. 25 października 1971) – dominikański baseballista posiadający również obywatelstwo amerykańskie, który występował na pozycji miotacza.

## Kariera zawodowa

### Los Angeles Dodgers
W czerwcu 1988 podpisał kontrakt jako wolny agent z Los Angeles Dodgers i początkowo występował  klubach farmerskich tego zespołu, między innymi w Albuquerque Dukes, reprezentującym poziom Triple-A. W Major League Baseball zadebiutował 24 września 1992 w meczu przeciwko Cincinnati Reds jako reliever. W ciągu dwóch sezonów gry w Dodgers zaliczył 67 występów, w tym dwa jako starting pitcher. W 1993 w głosowaniu na najlepszego debiutanta zajął 9. miejsce.

### Montreal Expos
W listopadzie 1993 przeszedł do Montreal Expos za Delino DeShieldsa. 3 czerwca 1995 w meczu przeciwko San Diego Padres był bliski zaliczenia perfect game, jednak w pierwszej połowie dziesiątej zmiany przy stanie 0–0 uderzenie zaliczył zapolowy Padres Bip Roberts. W 1996 po raz pierwszy wystąpił w Meczu Gwiazd.
W 1997 zaliczył bilans W-L 17–8, uzyskał najlepszy w MLB wskaźnik ERA (1,90) i zaliczył 305 strikeoutów (3. wynik w lidze) i po raz pierwszy otrzymał nagrodę Cy Young Award dla najlepszego miotacza w National League. Ponadto został pierwszym praworęcznym miotaczem od 1912 roku, który zaliczył przynajmniej 300 strikeoutów przy wskaźniku ERA poniżej 2,00 w jednym sezonie.

### Boston Red Sox

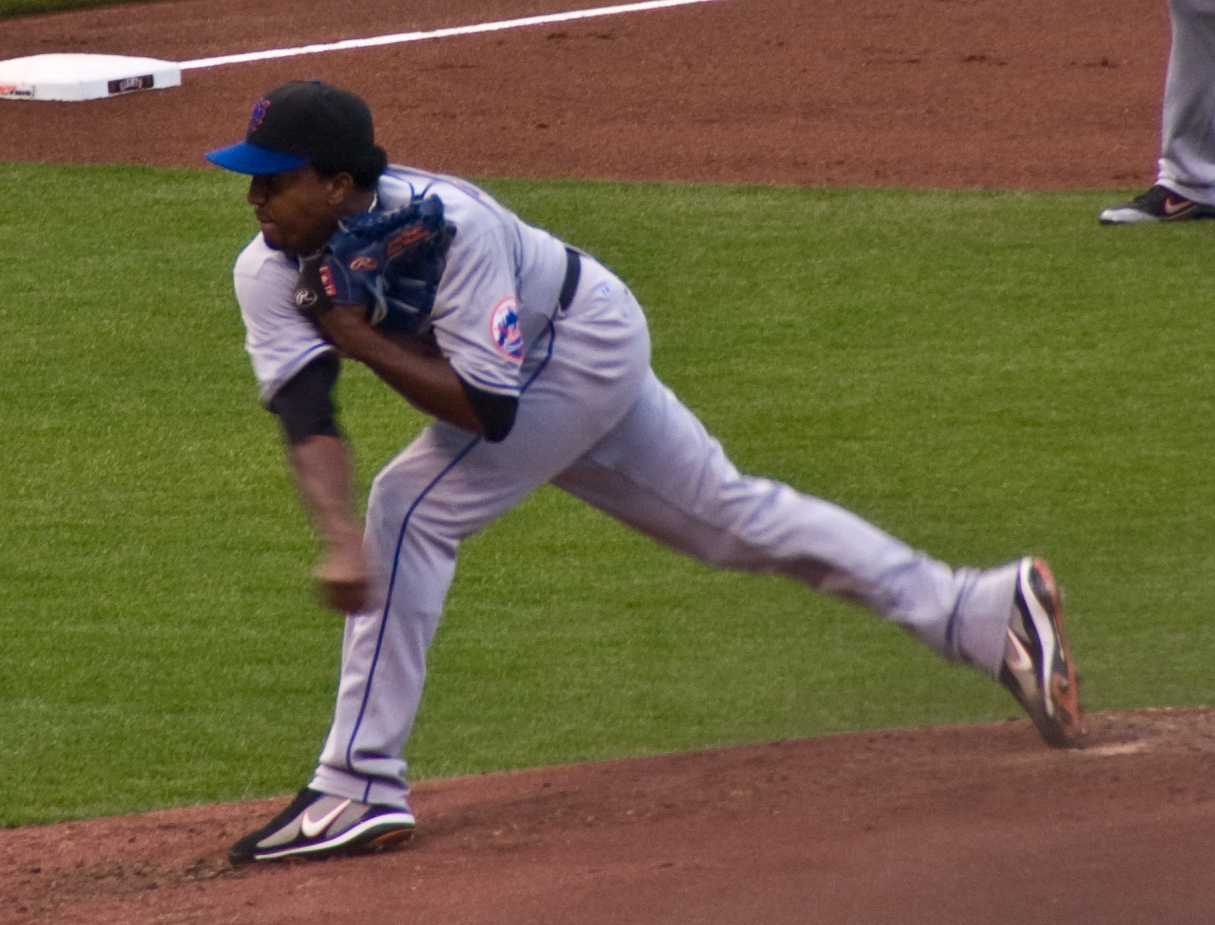
Pedro Martínez jako zawodnik New York Mets.

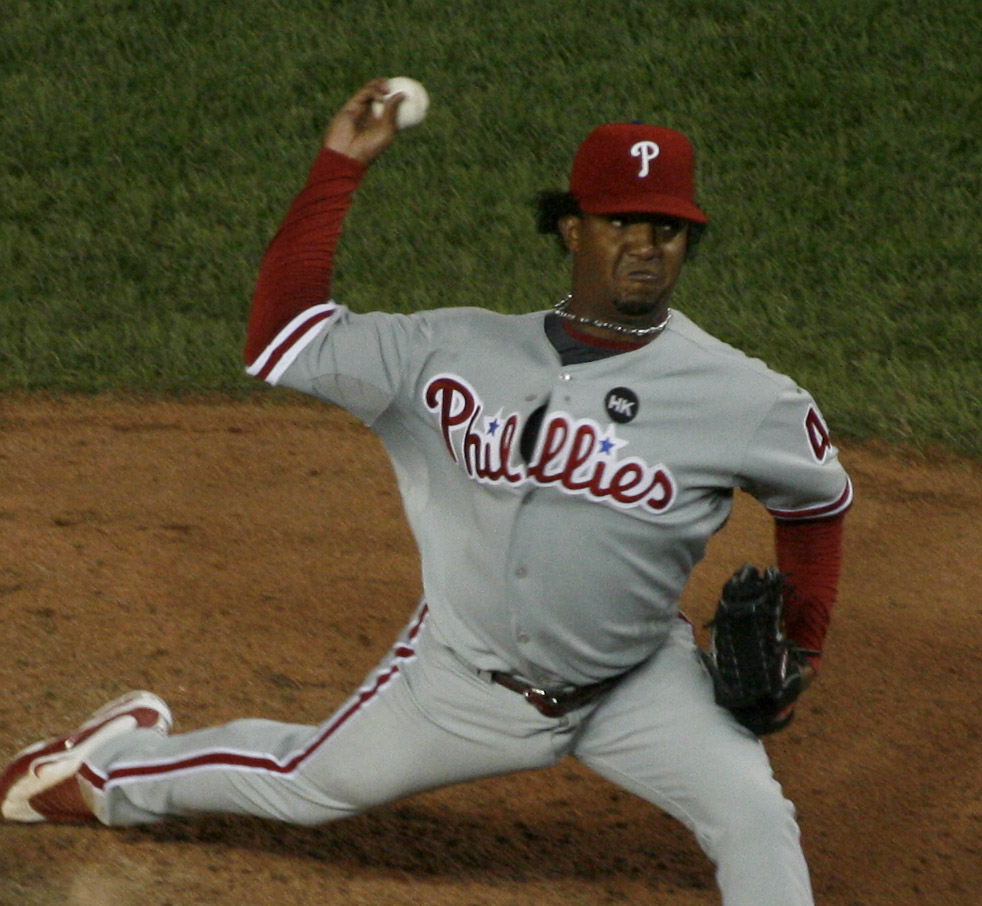
Pedro Martínez jako zawodnik Philadelphia Phillies.

W listopadzie 1997 w ramach wymiany zawodników przeszedł do Boston Red Sox, podpisując sześcioletni kontrakt wart 75 milionów dolarów z opcją przedłużenia o rok. Był to wówczas najwyższy kontrakt w MLB zaoferowany miotaczowi. 
13 lipca 1999 w Meczu Gwiazd na Fenway Park jako starting pitcher wyrównał rekord American League zaliczając 5 strikeoutów i został pierwszym miotaczem, który zanotował wygraną w All-Star Game na stadionie klubu, w którym występował. Został również wybrany najbardziej wartościowym zawodnikiem meczu.
W sezonie 1999 zdobył Triple Crown, odnosząc najwięcej wygranych w MLB (23), uzyskując najlepszy wskaźnik ERA (2,07), zaliczając najwięcej strikeoutów (313), a także jednogłośnie został wybrany zwycięzcą w głosowaniu do nagrody Cy Young Award. Ponadto w głosowaniu na najbardziej wartościowego zawodnika sezonu zasadniczego zajął 2. miejsce za Ivánem Rodríguezem. W tym samym roku został ósmym baseballistą, który osiągnął pułap 300 strikeoutów w dwóch sezonach.
W 2004 zagrał w meczu numer 3 World Series przeciwko St. Louis Cardinals, w którym zanotował wygraną. Całą serię wygrał Boston Red Sox, który zdobył pierwszy tytuł mistrzowski od 1918 roku. 

### New York Mets
W grudniu 2004 Martínez jako wolny agent przeszedł do New York Mets, podpisując czteroletni kontrakt wart 53 miliony dolarów. 28 czerwca 2006 miał miejsce mecz międzyligowy pomiędzy Mets a Boston Red Sox na Fenway Park, w którym wystąpił jako starting pitcher, a przed meczem został przywitany przez widzów owacją na stojąco.
30 września 2007 powrócił do składu Mets po jedenastomiesięcznej przerwie spowodowanej kontuzją ramienia. W meczu przeciwko Cincinnati Reds na Great American Ball Park, zaliczył wygraną i 3000. strikeout jako piętnasty zawodnik w historii MLB. Po zakończeniu sezonu nie przedłużono z nim kontraktu.

### Philadelphia Phillies
W marcu 2009 był w składzie Dominikany na turnieju World Baseball Classic, nie będąc zrzeszonym w żadnym klubie. W lipcu 2009 podpisał kontrakt jako wolny agent z Philadelphia Phillies. 3 września 2009 w meczu z San Francisco Giants, odnosząc wygraną, został trzecim miotaczem w historii MLB, który osiągnął pułap przynajmniej 100 zwycięstw w obydwu ligach. W listopadzie 2009 został wolnym agentem, jednak oficjalnie zawodniczą karierę zakończył w grudniu 2011.

## Uhonorowanie
6 stycznia 2014 Pedro Martínez został uhonorowany członkostwem w Baseball Hall of Fame, otrzymując 91,1% głosów w pierwszym głosowaniu. 28 lipca 2015 klub Boston Red Sox zastrzegł należący do niego numer 45.

## Nagrody i wyróżnienia
| Nagroda/wyróżnienie            | Lata                                           | Źródło |
| 8× All-Star                    | 1996, 1997, 1998, 1999, 2000, 2002, 2005, 2006 | [ 2 ]  |
| All-Star Game MVP              | 1999                                           | [ 9 ]  |
| Cy Young Award                 | 1997, 1999, 2000                               | [ 2 ]  |
| Zwycięzca w World Series       | 2004                                           | [ 12 ] |
| MLB Triple Crown               | 1999                                           | [ 2 ]  |
| Baseball Hall of Fame          | od 2015                                        | [ 11 ] |
| # 45 zastrzeżony przez Red Sox | 2015                                           | [ 19 ] |